# Ponzu
Le ponzu (ポン酢, littéralement « vinaigre pon ») est une sauce de la cuisine japonaise à base de jus d'agrumes acides japonais sudachi, yuzu, kabosu, etc.
L'origine du mot est débattue: la racine pon peut provenir du néerlandais (pons, « punch », « cocktail ») ou bien du portugais pom (pomar signifie « verger de fruitiers »), ou bien encore du toponyme indien Poona.

## Ingrédients
Le ponzu est un assaisonnement japonais produit à partir de sauce soja (shōyu), de vinaigre, de jus d'agrumes acides et/ou doux (orange, dekopon) éventuellement de sucre, d'acide citrique, d'algues, de bonite séchée,.

## Utilisation

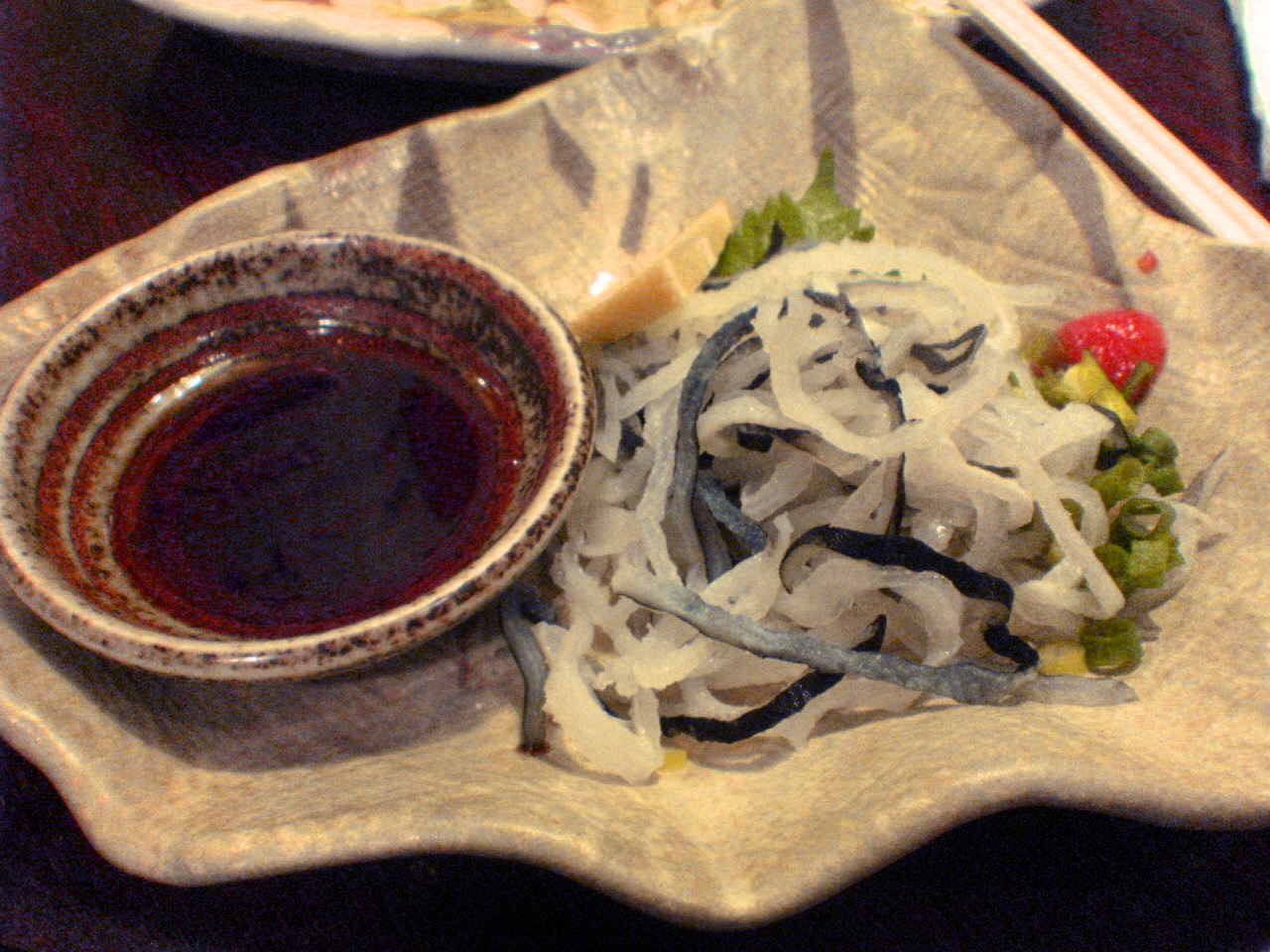
Sauce ponzu shōyu avec du fugu.

Le ponzu est utilisé très couramment pour tremper les ingrédients d'un nabe, comme le shabu-shabu ou le yosenabe. Il peut aussi être utilisé pour le hiyayakko (tofu froid), des légumes, une salade de wakame et les dimsums. Le ponzu s'accommode aussi parfaitement avec les steaks de bœuf et les viandes d'un barbecue et peut remplacer le shōyu dans presque tous les plats.